# Emanuele Naspetti
Emanuele Naspetti (ur. 24 lutego 1968 roku w Ankonie) – włoski kierowca wyścigowy.
W 1988 wygrał włoską Formułę 3. W 1992 został kierowcą testowym zespołu March. W jego barwach zadebiutował w Formule 1, gdyż team ten postanowił zatrudnić go jako kierowcę wyścigowego na 5 ostatnich Grand Prix sezonu 1992. Najwyżej był 11 - jak się później okazało było to najwyższe miejsce w całej jego karierze. W sezonie 1993 został kierowcą testowym w stajni Jordan Grand Prix. Kiedy nie sprawdzili się doświadczeni Ivan Capelli i Thierry Boutsen, właściciel teamu Eddie Jordan dał mu szansę na występ w GP Portugalii. Naspetti wypadł na tle partnera z zespołu (był nim Brazylijczyk Rubens Barrichello) bardzo słabo i już nigdy nie dostał szansy startów w wyścigu F1.
Od 1994 skupił się na wyścigach samochodów turystycznych, w których odnosił spore sukcesy szczególnie we włoskiej serii. Zdobył w niej tytuł mistrzowski (1997) i trzy tytuły wicemistrzowskie (1998, 1999, 2006). W 2006 zakończył karierę, jednak w 2009 ponownie pojawił się na torach wyścigowych, tym razem startując we włoskiej serii Porsche Carrera Cup.

## Starty w karierze
| Sezon | Seria                            | Zespół               | Starty | PP | Zwyc. | Punkty | Pozycja |
| ----- | -------------------------------- | -------------------- | ------ | -- | ----- | ------ | ------- |
| 1988  | Włoska Formuła 3                 |                      |        |    |       | 48     | 1.      |
| 1989  | Formuła 3000                     | Roni Motorsport      | 9      | 0  | 0     | 2      | 17.     |
| 1990  | Formuła 3000                     | Jordan Racing        | 8      | 0  | 0     | 1      | 22.     |
| 1991  | Formuła 3000                     | Forti Corse          | 8      | 1  | 4     | 37     | 3.      |
| 1992  | Formuła 3000                     | Forti Corse          | 6      | 1  | 1     | 19     | 6.      |
| 1992  | Formuła 1                        | March Engineering    | 5      | 0  | 0     | 0      | -       |
| 1993  | Formuła Nippon                   |                      | 4      |    |       |        |         |
| 1993  | Formuła 1                        | Jordan Grand Prix    | 1      | 0  | 0     | 0      | -       |
| 1994  | Campionato Italiano Superturismo | BMW Castrol Team     | 20     | 0  | 1     | 59     | 9.      |
| 1995  | Campionato Italiano Superturismo | BMW Italia           | 20     | 0  | 0     | 135    | 6.      |
| 1996  | Campionato Italiano Superturismo | BMW Italia           | 20     | 2  | 6     | 242    | 3.      |
| 1997  | Campionato Italiano Superturismo | BMW Italia           | 20     | 1  | 10    | 325    | 1.      |
| 1998  | Campionato Italiano Superturismo | BMW Italia           | 20     | 2  | 5     | 335    | 2.      |
| 1999  | Campionato Italiano Superturismo | BMW Italia           | 20     | 0  | 4     | 386    | 2.      |
| 2000  | European Super Touring Cup       | CiBiEmme Engineering | 20     | 0  | 0     | 174    | 5.      |
| 2003  | American Le Mans Series (GTS)    |                      | 9      | 0  | 0     | 72     | 9.      |
| 2004  | FIA GT Championship              |                      | 13     | 0  | 0     | 21     | 14.     |
| 2005  | American Le Mans Series (GT)     |                      | 1      | 0  | 0     | 0      | -       |
| 2006  | Campionato Italiano Superturismo | GDL Racing           | 10     | 0  | 5     | 85     | 2.      |
| 2006  | World Touring Car Championship   | GDL Racing           | 3      | 0  | 0     | 0      | -       |
| 2009  | Porsche Carrera Cup Italia       | GDL Racing           |        |    |       |        |         |